# Flughafen Jabalpur

i8
i11
i13
Der ca. 495 m hoch gelegene Flughafen Jabalpur (englisch Jabalpur Airport, auch Dumna Airport, IATA-Code: JLR, ICAO-Code: VAJB) ist ein ausschließlich zivil genutzter Flughafen ca. 12 km (Fahrtstrecke) östlich der Millionenstadt Jabalpur im mittelindischen Bundesstaat Madhya Pradesh.

## Geschichte
Bis zum Ende der 1960er Jahre wurde der Flughafen ausschließlich zivil genutzt. Heute nimmt der militärisch genutzte Teil etwa die Hälfte der verfügbaren Fläche ein.

## Verbindungen
Die nationalen Verbindungen bedienen hauptsächlich Städte in Nord- und Mittelindien wie Delhi, Mumbai, Hyderabad, Kolkata etc.; die einzige Verbindung in den südindischen Raum führt nach Bangalore. Internationale Flüge sind derzeit wegen COVID-19 ausgesetzt.

## Sonstiges
- Betreiber des Flughafens ist die Airports Authority of India.
- Es gibt eine Start- und Landebahn mit ca. 1988 m Länge.